# خرمای پنجه‌عروس
خرمای پنجه‌عروس نوعی خرما با مزه و طعم بسیار خوب است که در جنوب ایران، به خصوص استان هرمزگان کشت می‌شود. خرمای پنجه‌عروس به دلیل مزه و طعم خوبش قابلیت صادرات به خارج از کشور را دارد.
این خرما به شکلی فراوان در مناطق ساحلی جنوب ایران مانند منطقه لارستان، جاسک، قشم و هرمز تولید می‌شود و در فصل تابستان به بازار عرضه می‌شود.

## خصوصیات
خرمای پنجه‌عروس بومی استان فارس بوده و شباهت زیادی به خرمای زاهدی دارد، با این تفاوت که کمی کشیده‌تر و خشک‌تر از خرمای زاهدی می‌باشد. این خرما در منطقه خنج استان فارس کشت و با نام پنجه‌عروس شناخته می‌شود ولی در بین افراد محلی شهر جیرفت استان کرمان که محل دیگر کشت این رقم می‌باشد، با نام خرمای سنگ‌شکن مشهور است.
علیرغم پوست خشک که میل کردن آن را کمی سخت می‌کند طعمی لذیذ و منحصربفرد دارد.
این نوع خرما جز خرماهای دیررس بوده و موعد برداشت این خرمای خشک در مهر ماه آغاز شده و تا اواسط آبان ماه ادامه دارد.
خرمای پنجه‌عروس یکی از انواع خرمایی است که در جنوب ایران و به ویژه در منطقه هرمزگان کشت می‌شود.

### خصوصیات خرمای پنجه عروس
- رنگ آن قهوه‌ای تیره است.
- دارای گوشت نرم و شیرینی است.
- میوه آن به صورت دسته‌ای با ۵ تا ۱۰ خرمه در هر دسته است.
- وزن هر خرما از ۳۰ تا ۴۰ گرم است.

مزایای مصرف
- خرماهای پنجه‌عروس حاوی مقادیر زیادی فیبر، ویتامین‌های B و C، پتاسیم و آهن هستند که برای حفظ سلامتی و جلوگیری از بیماری‌ها بسیار مفید هستند.
- خوردن خرمای پنجه‌عروس به‌طور کلی برای سیستم گوارشی بسیار مفید است و باعث تقویت آن می‌شود.
- این خرما به دلیل حجم کم و مقدار کالری زیاد، یکی از بهترین منابع انرژی برای بدن است.